# John Cassels
John William Scott Cassels, também conhecido como Ian Cassels (Durham, 11 de julho de 1922 – 27 de julho de 2015), foi um matemático britânico.
Foi Professor Sadleiriano de Matemática Pura da Universidade de Cambridge, de 1967 a 1986. Seus campos de pesquisa são a teoria dos números e geometria aritmético-algébrica.

## Biografia
Educado na Neville's Cross Council School em Durham e na George Heriot's School em Edimburgo. Completou a sua formação Universitaria na Universidade de Edimburgo, com um MA em 1943.

## Obras
- Introduction to Diophantine approximation, Cambridge Tracts 1957, 1972
- An introduction to the geometry of numbers, 1959, Springer 1971 (Grundlehren der mathematischen Wissenschaften), 1997 bei Springer in der Reihe „Classics in Mathematics“
- Rational quadratic forms, Academic Press, London Mathematical Society Monographs, 1978
- Economics for mathematicians, Cambridge 1981
- Local Fields, Cambridge, LMS Student Texts 1986
- Lectures on Elliptic Curves, Cambridge, LMS Student Texts, 1991
- com E.Flynn: Prolegomena to a Middlebrow Arithmetic of Curves of Genus 2, Cambridge, LMS Lecturenote Series, 1996
- Editor com Fröhlich: Algebraic Number Theory, Academic Press 1967
- Rationale Quadratische Formen, Jahresbericht DMV 1980, S.81
- Diophantine equations with special reference to elliptic curves, Journal London Math.Soc. Bd. 41, 1966, S.193-291
- Arithmetic on an elliptic curve, International Congress of Mathematicians 1962
- Interview, Mathematical Intelligencer, Bd.23, 2001, Nr.2